# 273836 Hoijyusek
273836 Hoijyusek è un asteroide della fascia principale. Scoperto nel 2007, presenta un'orbita caratterizzata da un semiasse maggiore pari a 3,0926441 UA e da un'eccentricità di 0,1817459, inclinata di 7,58465° rispetto all'eclittica.